# بيتر جنكينز (كاتب)
بيتر جنكينز (بالإنجليزية: Peter Jenkins)‏ هو كاتب أمريكي، ولد في 7 أغسطس 1951.